# Червень 2023
Червень 2023 — шостий місяць 2023 року, що розпочався у четвер 1 червня та закінчився у п'ятницю 30 червня.

## Свята та пам'ятні дні
- 4 червня, неділя — День Святої Трійці. П'ятидесятниця; святковий день в Україні.
- 5 червня — понеділок після Дня Святої Трійці; вихідний день в Україні.
- 16 червня — Свято Найсвятішого Серця Ісуса в Католицькій церкві.
- 25 червня — День молоді в Україні.
- 28 червня, середа — День Конституції України; святковий день в Україні.

## Події
- 2 червня
  - Щонайменше 288 людей загинули та понад 1100 отримали поранення внаслідок зіткнення трьох поїздів у місті Баласор[en], штат Одіша, Індія. Це найбільша залізнична катастрофа в країні за останні 20 років[1][2]
  - Севілья перемогла Рому у фіналі Ліги Європи УЄФА[3]
- 3 червня
  - На 1-х шкільних Європейських іграх єдиноборств (англ. European Open Combat School Martial Arts Games), що завершилися у Белграді учні з України здобули 216 нагород, зокрема 90 золотих, 67 срібних та 69 бронзових[4][5][6]
- 4 червня
  - У неділю ввечері біля парку Вікторія в Гонконзі було проведено мітинг на честь 34-х роковин кривавого розгону масових студентських протестів на пекінській площі Тяньаньмень. Поліція під час акції затримала близько десяти людей, зокрема громадську активістку Александру Вонг[en][7][8]
- 5 червня
  - Видатний шведський футболіст, найкращий бомбардир збірної Швеції і гравець італійського «Мілану», Златан Ібрагімович, оголосив про завершення кар'єри. Контракт між гравцем і клубом має завершитися 30 червня, але вже після поєдинку 38-го туру Серії А, в якому «Мілан» обіграв «Верону», на стадіоні «Сан-Сіро» відбулася церемонія прощання[9][10]
- 6 червня
  - За повідомленням ОК «Південь», російські окупаційні війська здійснили підрив Каховської гідроелектростанції імені П. С. Непорожнього. Внаслідок руйнування дамби відбулося підвищення рівня води нижче за течією водосховища. Масштаб руйнувань і затоплення наразі невідомі[11][12][13]
- 9 червня
  - Початок 24-го чемпіонату Європи з футболу 2023 серед молодіжних команд — міжнародного футбольного турніру під егідою УЄФА серед молодіжних (до 21 року) збірних команд країн зони УЄФА (триватиме до 2 липня)[14].
  - Верховний суд Нідерландів залишив у силі рішення на користь України у справі «Скіфського золота»[15]
- 10 червня
  - Манчестер Сіті перемагає міланський Інтер і виграє фінал Ліги чемпіонів УЄФА[16]
- 12 червня
  - Новак Джокович виграв рекордний 23-й турнір Великого шлему, перемігши у фіналі Каспера Рууда;[17] Іга Свьонтек здобула третій титул[18]
- 14 — 18 червня 
  - Фінал чотирьох Ліги націй УЄФА 2023 — фінальний турнір Ліги націй УЄФА сезону 2022–23, другого видання міжнародного футбольного турніру серед усіх 55 чоловічих національних збірних УЄФА[19], де за звання чемпіона будуть змагатися чотири переможці груп Ліги A.
- 16 червня
  - Початок 18-го футбольного турніру серед азійських збірних Кубок Азії з футболу на якому зіграють 24 команди, а переможець візьме участь у Кубку конфедерацій 2025 року.
- 18 червня
  - Мер міста Катманду, столиці Непалу, заборонив показ індійських фільмів після виходу в світовий прокат фільму «Адіпуруш»[en], натхненного епосом Рамаяна[20][21]
- 19 червня
  - Дослідницьке судно «Полярний принц»[en] втратило зв'язок з екіпажем туристичної підводного човна «Титан» через 45 хвилин після занурення в Атлантичному океані поблизу уламків «Титаніка». Станом на 17:00 19 червня за стандартним східним часом екіпаж мав кисню на 70—96 годин перебування під водою. Проводиться рятувальна операція з порятунку п'ятьох осіб[22][23][24][25]
  - Катар й ОАЕ оголосили про відновлення роботи посольств після 6-річного дипломатичного конфлікту. Тим самим завершена імплементація домовленостей 2021 року про завершення міжнародної ізоляції Катару[26][27]
- 21 червня
  - Початок III Європейських ігор, що пройдуть у польському Кракові[28].
  - Компанії Upside Foods[en] і Good Meat заявили, що вони отримали остаточний дозвіл Міністерства сільського господарства США (USDA) на продаж м'яса, вирощеного в лабораторії, що відкриває шлях для перших продажів цього продукту в країні. Таким чином Сполучені Штати стали другою у світі країною після Сінгапуру, де дозволено продаж культивованого (штучного) м'яса[29]
- 22 червня
  - Знайдено уламки підводного апарату «Титан», що зник кілька днів до того під час туристичної експедиції до уламків «Титаніка» на дні Атлантичного океану. П'ятеро членів екіпажу загинули[30]
- 24 червня
  - ПВК «Вагнер» на чолі з Євгенієм Пригожиним здійснили спробу військового заколоту в Росії[31]
- 28 червня
  - Останню картину Густава Клімта «Дама з віялом» продали на аукціоні Sotheby's за рекордні для Європи 85,3 млн фунтів стерлінгів[32]